# Margarete Bieber
Margarete Bieber (Drzonowo, 31 juillet 1879-New Canaan, 25 février 1978) est une archéologue américaine d'origine allemande.

## Biographie
Margarete Bieber fait ses études dans des institutions pour jeunes filles à Dresde et Berlin (1893-1901) et devient la première femme allemande à obtenir des diplômes universitaires. À l'Université Humboldt de Berlin, elle suit les cours en auditrice libre de Hermann Alexander Diels, Reinhard Kekulé von Stradonitz et Ulrich von Wilamowitz-Moellendorff puis, à Bonn de Georg Loeschcke sur l'art grec (1904).
Deuxième femme archéologue à obtenir une bourse de l'Institut archéologique allemand (1913), elle séjourne à Rome et voyage en Grèce et en Asie mineure. À la déclaration de la Première Guerre mondiale, elle doit revenir en Allemagne où il lui est interdit d'enseigner à l'université, l'habilitation n'y existant pas encore pour les femmes. Elle donne ainsi des cours à domicile (1916-1918) et à même pour élèves, notamment Erwin Panofsky, avec qui elle travaille plus tard aux États-Unis.
Elle obtient ensuite un poste à l'université de Giessen (1919-1933) quand la République de Weimar ouvre l'enseignement universitaire aux femmes. En 1931-1932, elle voyage à Londres, Paris et Rome. En vertu des lois raciales de Nuremberg, elle est démise de sa chaire à Giessen. Elle part alors en exil à New York, est naturalisée américaine en 1940 et devient enseignante à la Columbia University (1935-1948) puis à la New School for Social Research (1948-1950) et à Princeton (1949-1950).
Élue en 1970 membre de l'Académie américaine des arts et des sciences, elle reçoit en 1974 la médaille d'or de l'Archaeological Institute of America.

## Œuvre
- Die antiken Skulpturen une Bronzen des Kgl. Museum Fridericianum in Cassel, 1915
- Die Denkmäler zum Theaterwesen im Altertum, 1920
- Laocoon. The Influences of the Group since its Discovery, 1942, rééd. 1967
- The Sculpture of the Hellenistic Age, 1955
- Autobiography, 1959
- The History of the Greek and Roman Theatre, 1962
- Ancient Copies, Contributions to the History of Greek and Roman Art, 1977